# Karl Smalian
Karl Smalian (auch: Carl Smalian und Ernst Karl Smalian oder Ernst Carl Smalian; * 10. Mai 1860 in Aschersleben; † 21. Juli 1940 in Hannover) war ein deutscher Zoologe und Biologe und Pädagoge sowie Lehrbuch-Autor.

## Leben

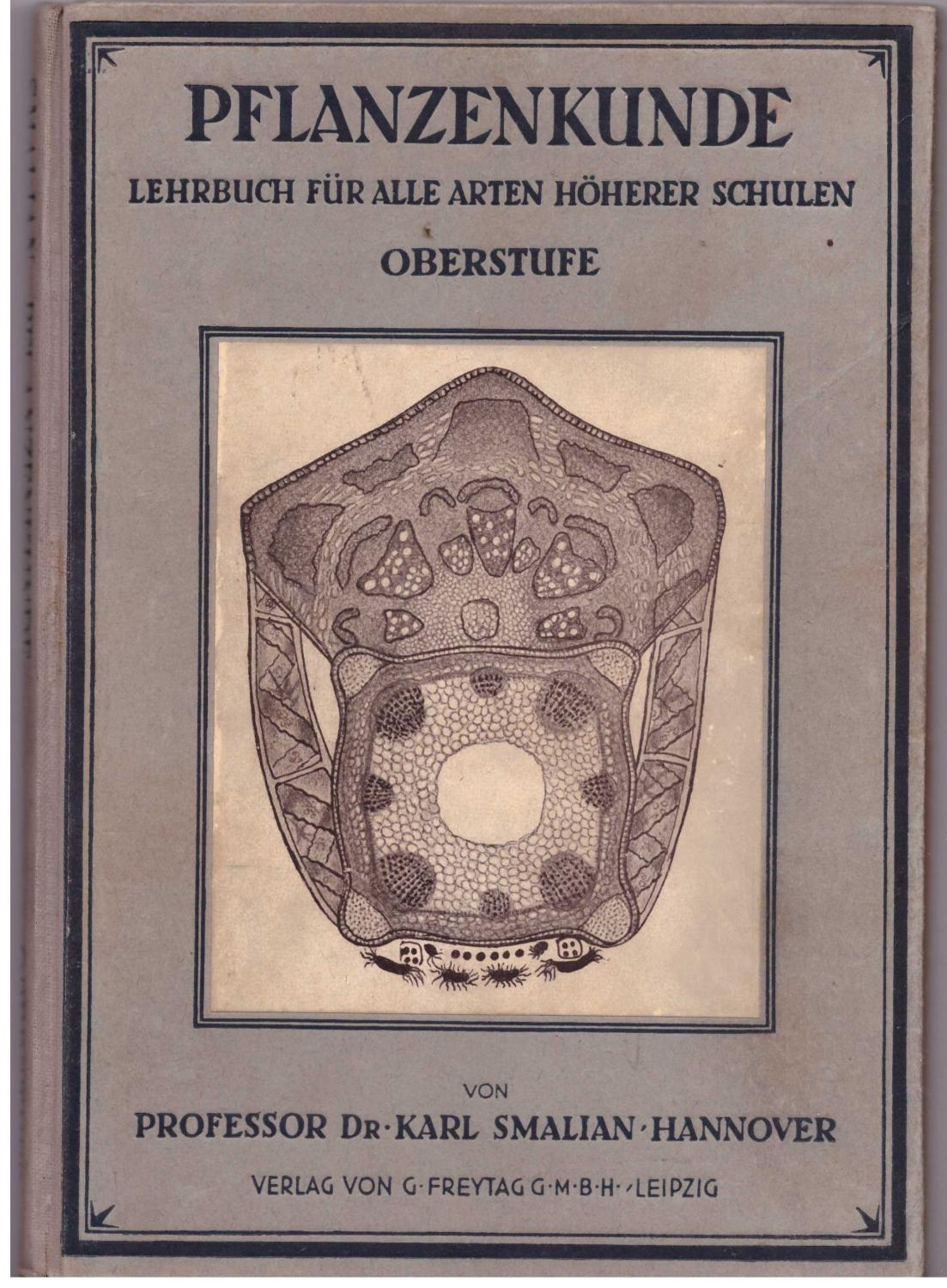
Illustrierter Buchdeckel „Pflanzenkunde / Lehrbuch für alle Arten Höherer Schulen / Oberstufe / von Professor Dr. Karl Smalian, Hannover“ im Verlag von G. Freytag, Leipzig

Ernst Karl Smalian wurde als Sohn eines Steueraufsehers in Aschersleben geboren. Nach seinem Schulabschluss studierte er in Jena, Berlin und Göttingen und wurde 1884 unter Ernst Heinrich Ehlers zum Dr. phil. promoviert durch seine zoologische Dissertation Beiträge zur Anatomie der Amphisbaeniden.
In den Jahren von 1890 bis 1902 wirkte Smalian zunächst als Lehrer in Halle (Saale) an den Franckeschen Anstalten, ab 1902 dann in Hannover, wo er anfangs bis 1907 an der Herschelschule unterrichtete und ab 1907 als Lehrer an der Oberrealschule an der Lutherkirche bis zu seinem Eintritt in den Ruhestand im Jahr 1924.
Als Autor wissenschaftlicher Artikel und Lehrbücher war der mit dem Titel als Doktor und Professor ausgezeichnete Smalian, für seine wissenschaftlichen Verdienste zum „Auswärtigen Mitglied der Akademie gemeinnütziger Wissenschaften zu Erfurt“ ernannt worden. Zudem war er Ehrenmitglied des Deutschen Vereins zur Förderung des mathematischen und naturwissenschaftlichen Unterrichts, dessen Mitbegründer er zuvor gewesen war.

## Schriften (Auswahl)
- Beiträge zur Anatomie der Amphisbaeniden, in: Zeitschrift für wissenschaftliche Zoologie, Bd. 42, S. 126–202, zobodat.at [PDF]
- mit Karl Bernau: Naturwissenschaftliches Unterrichtswerk für Lyzeen, 5. Bde., verschiedene teils vermehrte und verbesserte Auflagen, Leipzig: G. Freytag, 1915–1923
  - Naturwissenschaftliches Unterrichtswerk für höhere Mädchenschulen Lyzeen und Oberlyzeen
- Leitfaden der Pflanzenkunde für höhere Lehranstalten, 5 Bände
  - Teil 2: Lehrstoff der Quinta, 3. Auflage der 1923 erschienenen Erstauflage, Leipzig; Frankfurt am Main: Deutsche Nationalbibliothek, 2016; Inhaltsverzeichnis
- mit Ernst Dobers: Vererbungstafeln, 8 Bde., Berlin: Gummert & Rüge, 1929
- Methodik des biologischen Unterrichts. Ein Hilfsbuch für Lehrer aller Schularten. Zugleich 2. Auflag der Methodik des botanischen Unterrichts von Felix Kienitz-Gerloff, 3 Bde., Berlin: O. Salle, 1927–1930

## Smalianwinkel
Der heutige von der Philipsbornstraße zur Vahrenwalder Straße führende Smalianwinkel im hannoverschen Stadtteil Vahrenwald wurde ursprünglich bereits in der frühen Industrialisierung zur Zeit des Königreichs Hannover im Jahr 1854 vor den Toren der Residenzstadt Hannover angelegt und schlicht „Zweite Straße“ genannt. In den späten Gründerjahren des Deutschen Kaiserreichs wurde der Verkehrsweg im Jahr 1897 Teil der Göhrdestraße. Erst in der Nachkriegszeit erhielt der Smalianwinkel seinen heutigen Namen, laut dem Adressbuch von Hannover aus dem Folgejahr 1966 um einen „verdienten Schulmann und Verfasser wissenschaftlicher Arbeiten und Lehrbücher für höhere Lehranstalten“ zu ehren.